# Hyalophora watsoni
Hyalophora watsoni är en fjärilsart som beskrevs av Tutt 1901. Hyalophora watsoni ingår i släktet Hyalophora och familjen påfågelsspinnare. Inga underarter finns listade i Catalogue of Life.